# مالايالي
المالايالي (بالإنجليزية: Malayali)‏ (تنطق أيضًا Malayalee،) هو المصطلح المستخدم في الإشارة إلى المتحدثين الأصليين باللغة المالايالامية التي نشأت في ولاية كيرلا الهندية. ومصطلح مالايالي ذو طابع لغوي، إلا أنه في الآونة الأخيرة توسع تعريفه ليشمل جميع المهاجرين من نسل المالاياليين الذين يحتفظون بجزء من التقاليد الثقافية المالايالية حتى وإن لم يكونوا من المتحدثين الدائمين بهذه اللغة. تعود أصول الشعب المالايالي إلى ولاية كيرلا ومع ذلك توجد أعداد لا يستهان بها منهم في أرجاء أخرى من الهند والشرق الأوسط وأوروبا وأمريكا الشمالية. ووفقًا للإحصاءات الهندية لسنة 2001، يبلغ عدد الناطقين بالمالايالية 30803747 متحدثًا أصليًا في كيرلا، بنسبة تبلغ 96,7 في المئة من تعداد هذه الولاية. ولهذا السبب تستخدم كلمة أبناء كيرلا كثيرًا بنفس المعنى، رغم عدم معرفة المقصود بها تحديدًا.

## التوزيع الجغرافي وتعداد السكان
وفقًا للإحصاءات الهندية لسنة 2001، يبلغ عدد الناطقين بالمالايالية 30803747 متحدثًا أصليًا في كيرلا، بنسبة تبلغ 93,2 في المئة من إجمالي عدد المتحدثين بها في الهند كلها وبنسبة تبلغ 96,7 في المئة من إجمالي تعداد سكان الولاية. وهناك أعداد إضافية تقدر بـ 701673 (2,1 في المئة من العدد الإجمالي) في ولاية كارناتاكا (Karnataka) وأخرى تبلغ 755705 (1,7 في المئة) في ولاية تاميل نادو (Tamil Nadu) و406358 (1,2 في المئة) في ولاية ماهاراشترا (Maharashtra). ويبلغ عدد المتحدثين بالمالايالامية في لاكشادويب (Lakshadweep) نحو 51100 بنسبة 0,15 في المئة فقط من العدد الإجمالي، ولكن بنسبة 84 في المئة من تعداد سكان لاكشادويب. وعلى وجه العموم، يشكل المالاياليون نسبة 3,22 في المئة من إجمالي تعداد سكان الهند لسنة 2001. ومن بين إجمالي المتحدثين بالمالايالامية البالغ عددهم 33066392 سنة 2001، يتحدث منهم 33015420 بلهجات فصيحة بينما يتحدث 19643 لهجة ييرافا (Yerava) ويتحدث 31329 لهجات مختلفة إقليمية وغير فصيحة منها الإيراندانية. وبحسب بيانات إحصاء سنة 1991، يتحدث 28,85 في المئة من إجمالي المتحدثين بالمالايالية في الهند لغة ثانية بينما يتحدث 19,64 في المئة منهم ثلاث لغات فأكثر.

## الثقافة
يمكن التعرف على التكوين الثقافي للمالاياليين بدءًا من انتمائهم (في القرن الثالث تقريبًا من العصر الحاضر) إلى حقبة تاريخية محددة بدقة تعرف باسم تاميلاكام (Tamilakam) التي اتسعت لتشمل مملكة تشيرا (Chera)وتشولا (Chola) وبانديا (Pandya) والساحل الجنوبي لولاية كارناتاكا. وبعد ذلك، عندما وصلت الطوائف العرقية الأخرى مثل نامبوثيريس (Namboothiris) أخذت تتشكل ثقافات مختلفة. ثم أخذت ثقافتهم في الانفتاح بمرور مئات السنوات من الاحتكاك بالثقافات الأجنبية مثل المجتمعات السورية واليهودية والعربية والبرتغالية والإنجليزية التي ترك كل منها أثرًا لا ينكر. وغالبًا ما كانت هذه المجتمعات الأجنبية تقيم في كيرلا وتخالط السكان المحليين مما أسفر عن طوائف عرقية مختلفة منها يهود كوتشين (Cochin Jews) ومابيلا (Mappila) ومالابار ناسرانيس السوريون (Syrian Malabar Nasranis) والهنود الإنجليز (Anglo Indian).